# Guilliers
Guilliers (Gallo Gilier, bretonisch Gwiler-Porc’hoed) ist eine französische Gemeinde mit 1.352 Einwohnern (Stand 1. Januar 2022) im Département Morbihan in der Region Bretagne.

## Geografie
Guilliers liegt rund 51 Kilometer nordöstlich von Vannes im Nordosten des Départements Morbihan.
Nachbargemeinden sind Ménéac und Évriguet im Norden, Saint-Brieuc-de-Mauron im Nordosten, Mauron im Osten, Néant-sur-Yvel im Südosten, Loyat im Süden, Saint-Malo-des-Trois-Fontaines im Südwesten sowie Mohon im Westen und Nordwesten.

## Bevölkerungsentwicklung

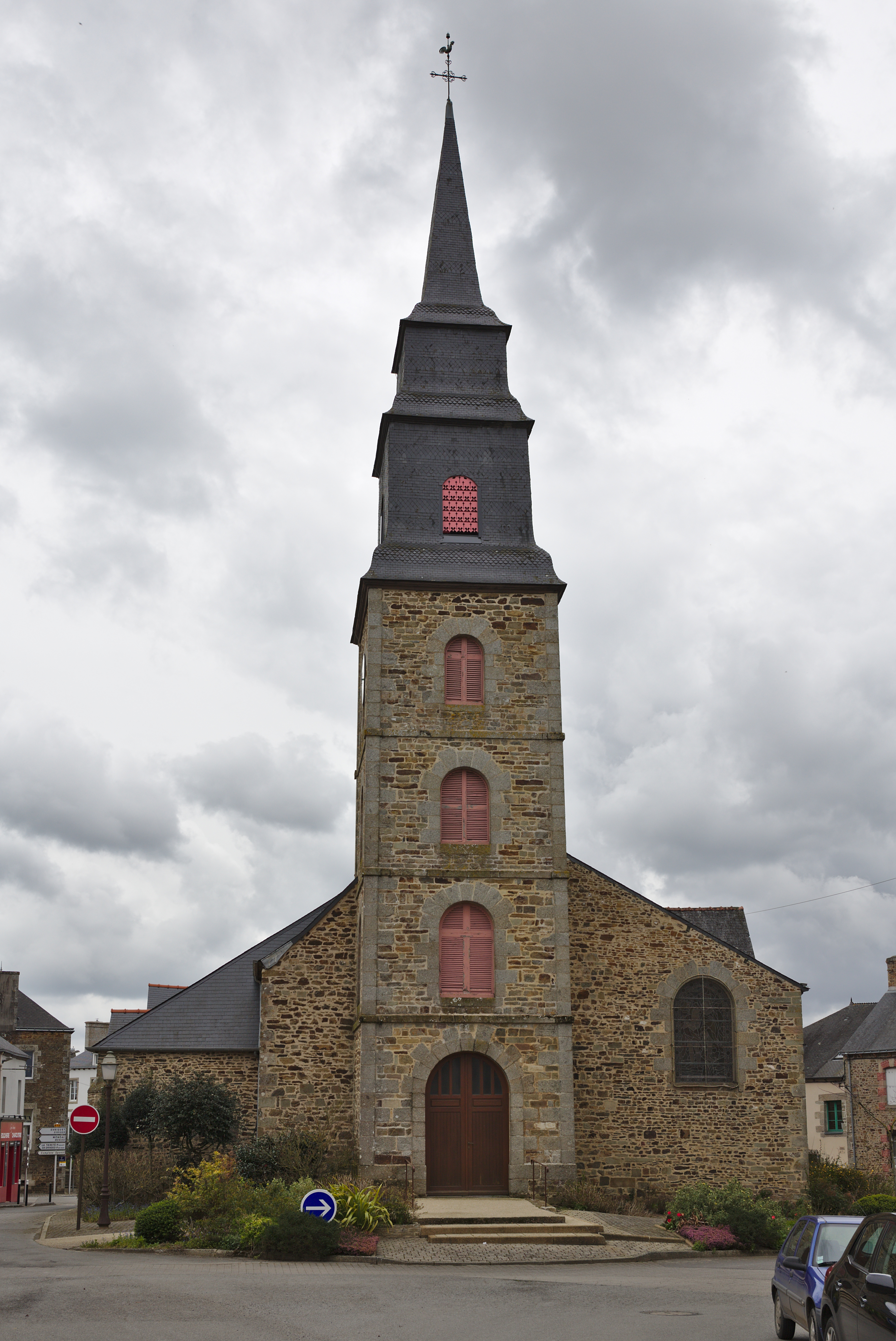
Kirche St. Peter und Paul

| Jahr                       | 1962 | 1968 | 1975 | 1982 | 1990 | 1999 | 2006 | 2012 | 2019 |
| Einwohner                  | 1820 | 1509 | 1312 | 1213 | 1207 | 1216 | 1287 | 1386 | 1305 |
| Quellen: Cassini und INSEE |      |      |      |      |      |      |      |      |      |

## Sprache
Im Frühmittelalter wurde die Gegend durch Bretonen besiedelt und deren Umgangssprache Alltagssprache. Bei der Zweiten Rückzugswelle der Bretonischen Sprache im Spätmittelalter (zwischen 1200 und 1500) kam es zum Sprachwechsel hin zum Gallo. Dieser Dialekt des Französischen ist mittlerweile beinahe ausgestorben und die Bevölkerung spricht heute französisch.